# Diván

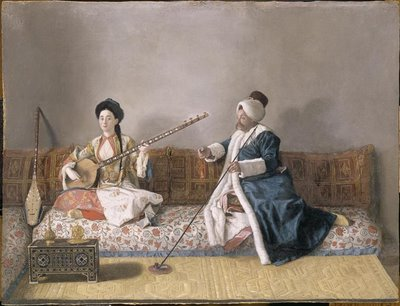
Portrait de Monsieur Levett et de Mademoiselle Glavani assis sur un divan en costume turc (Jean-Étienne Liotard, Museo del Louvre)

Un diván es un tipo de mueble para sentarse o recostarse, similar al sofá pero más alargado.
Originalmente, en Oriente (especialmente en el Imperio Otomano), un diván era un asiento largo formado por un colchón puesto contra un lado de la estancia, bien en el suelo, bien sobre una estructura o un marco levantado, con cojines para apoyarse.
Los divanes recibieron este nombre porque solían encontrarse a lo largo de las paredes de las cámaras de congresos del Oriente Medio, en un departamento llamado diván o diwan (que significa lista o registro y, por extensión, consejo de gobierno u oficina), junto a las cámaras del consejo. 
Los divanes son típicos en los liwan, un tipo de habitaciones alargadas frecuentes en las casas levantinas. El significado de sofá o asiento se adoptó en inglés en 1702 de donde pasó al español.
El diván, con su significado actual, se conoce en Europa desde mediados del siglo XVIII. Estuvo de moda entre los años 1820 y 1850, allí donde llegó el movimiento literario del romanticismo. Todos los tocadores de dicha generación estaban engalanados con divanes. Se extendieron incluso a las cafeterías, donde eran conocidos como divanes o divanes turcos.

## En psicoanálisis

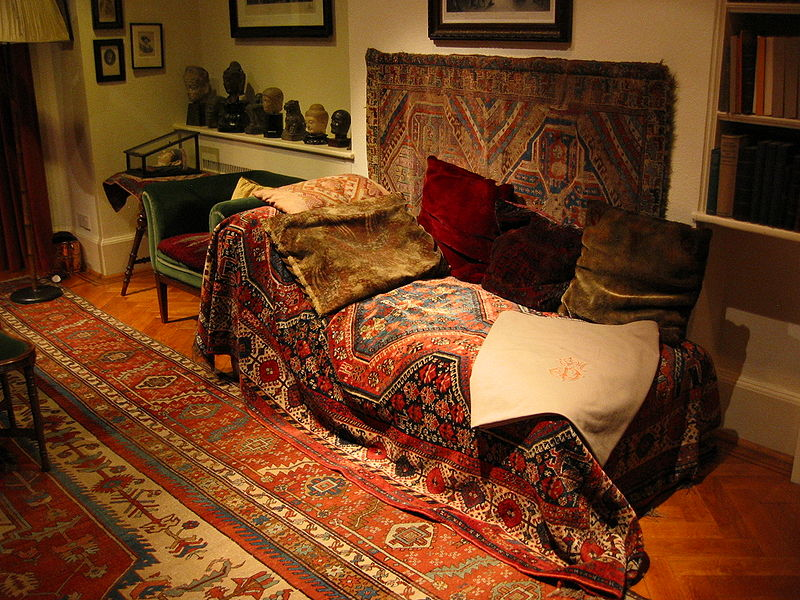
El diván de Sigmund Freud en la Casa Museo, en Londres.

En el siglo XIX, a partir del desarrollo del psicoanálisis, el diván comenzó a utilizarse en el consultorio: Sigmund Freud hizo uso de este mueble para que el analista escuchara a sus pacientes sentándose a espaldas de ellos, sin la necesidad de que hubiera un contacto visual. Esta opción en la práctica psicoanalítica se sigue usando actualmente, tanto por analistas de corte más tradicional que siguen las ideas derivadas del trabajo de Sigmund Freud, como también por los analistas lacanianos (por Jacques Lacan, quien hizo una nueva lectura y reinterpretación del trabajo de Freud).